# Kabinett Bingu wa Mutharika
Das Kabinett Bingu wa Mutharika wurde von dem Präsidenten Malawis, Bingu wa Mutharika, nach seinem Amtsantritt am 24. Mai 2004 gebildet und bestand bis zu seinem Tod am 5. April 2012. In der Regierung seines Amtsvorgängers Bakili Muluzi war Mutharika Minister für wirtschaftliche Planung und Entwicklung. Seine Nachfolgerin wurde seine Vizepräsidentin Joyce Banda, die bis zu den Wahlen 2014 im Amt blieb. Bei dieser wurde sein Bruder Peter Mutharika zum Präsidenten gewählt. Für dessen Kabinett siehe Kabinett Peter Mutharika.
Dem Kabinett von Bingu wa Mutharika gehörten insbesondere folgende Minister an:
| Funktion | Name                 | Amtszeit          | Amtszeit          |
| Funktion | Name                 | Start             | Ende              |
| --- | -------------------- | ----------------- | ----------------- |
| Präsident Staatsoberhaupt Leiter der Regierung | Bingu wa Mutharika   | 24. Mai 2004      | 5. April 2012     |
| Vizepräsident | Cassim Chilumpha     | 24. Mai 2004      | 15. Juni 2009     |
| Vizepräsident | Joyce Banda          | 15. Juni 2009     | 5. April 2012     |
| Verteidigungsminister | Davis Katsonga       | 2006              | 19. November 2007 |
| Verteidigungsminister | Bob Khamisa          | 19. November 2007 | 15. Juni 2009     |
| Verteidigungsminister | Sidik Mia            | 15. Juni 2009     | 9. August 2010    |
| Verteidigungsminister | Leckford Thotho      | 9. August 2010    | 19. August 2011   |
| Verteidigungsminister | Präsident Mutharika  | 19. August 2011   | 5. April 2012     |
| Minister für Land, Natürliche Ressourcen und Umwelt (2004–2009) Minister für Land, Wohnen und Stadtentwicklung (2009–2012)                                                                    | Chimunthu Banda      | 2005              | 19. November 2007 |
| Minister für Land, Natürliche Ressourcen und Umwelt (2004–2009) Minister für Land, Wohnen und Stadtentwicklung (2009–2012)                                                                    | John Chirwa          | 19. November 2007 | 15. Juni 2009     |
| Minister für Land, Natürliche Ressourcen und Umwelt (2004–2009) Minister für Land, Wohnen und Stadtentwicklung (2009–2012)                                                                    | Peter Mwanza         | 15. Juni 2009     | 9. August 2010    |
| Minister für Land, Natürliche Ressourcen und Umwelt (2004–2009) Minister für Land, Wohnen und Stadtentwicklung (2009–2012)                                                                    | John Bande           | 9. August 2010    | 19. August 2011   |
| Minister für Land, Natürliche Ressourcen und Umwelt (2004–2009) Minister für Land, Wohnen und Stadtentwicklung (2009–2012)                                                                    | Präsident Mutharika  | 19. August 2011   | 8. September 2011 |
| Minister für Land, Natürliche Ressourcen und Umwelt (2004–2009) Minister für Land, Wohnen und Stadtentwicklung (2009–2012)                                                                    | Yunus Mussa          | 8. September 2011 | 5. April 2012     |
| Minister für Energie und Bergbau (2004–2009) Minister für Natürliche Ressourcen und Energie (2009–2010) Minister für Natürliche Ressourcen, Energie und Umwelt (2010–2012)                    | Chimunthu Banda      | 19. November 2007 | 2008              |
| Minister für Energie und Bergbau (2004–2009) Minister für Natürliche Ressourcen und Energie (2009–2010) Minister für Natürliche Ressourcen, Energie und Umwelt (2010–2012)                    | Ted Kalebe           | 2008              | 15. Juni 2009     |
| Minister für Energie und Bergbau (2004–2009) Minister für Natürliche Ressourcen und Energie (2009–2010) Minister für Natürliche Ressourcen, Energie und Umwelt (2010–2012)                    | Grain Malunga        | 15. Juni 2009     | 19. August 2011   |
| Minister für Energie und Bergbau (2004–2009) Minister für Natürliche Ressourcen und Energie (2009–2010) Minister für Natürliche Ressourcen, Energie und Umwelt (2010–2012)                    | Präsident Mutharika  | 19. August 2011   | 8. September 2011 |
| Minister für Energie und Bergbau (2004–2009) Minister für Natürliche Ressourcen und Energie (2009–2010) Minister für Natürliche Ressourcen, Energie und Umwelt (2010–2012)                    | Goodall Gondwe       | 8. September 2011 | 5. April 2012     |
| Minister für Verkehr und Öffentliche Arbeiten und Wohnen (2004–2009) Minister für Verkehr und Öffentliche Arbeiten (2009–2010) Minister für Verkehr und Öffentliche Infrastruktur (2010–2012) | Henry Mussa          | 24. Mai 2004      | 15. Juni 2009     |
| Minister für Verkehr und Öffentliche Arbeiten und Wohnen (2004–2009) Minister für Verkehr und Öffentliche Arbeiten (2009–2010) Minister für Verkehr und Öffentliche Infrastruktur (2010–2012) | Khumbo Kachali       | 15. Juni 2009     | 9. August 2010    |
| Minister für Verkehr und Öffentliche Arbeiten und Wohnen (2004–2009) Minister für Verkehr und Öffentliche Arbeiten (2009–2010) Minister für Verkehr und Öffentliche Infrastruktur (2010–2012) | Sidik Mia            | 9. August 2010    | 19. August 2011   |
| Minister für Verkehr und Öffentliche Arbeiten und Wohnen (2004–2009) Minister für Verkehr und Öffentliche Arbeiten (2009–2010) Minister für Verkehr und Öffentliche Infrastruktur (2010–2012) | Sidik Mia            | 8. September 2011 | 5. April 2012     |
| Minister für Verkehr und Öffentliche Arbeiten und Wohnen (2004–2009) Minister für Verkehr und Öffentliche Arbeiten (2009–2010) Minister für Verkehr und Öffentliche Infrastruktur (2010–2012) | Präsident Mutharika  | 19. August 2011   | 8. September 2011 |
| Minister für Auswärtige Angelegenheiten (2004–2011) Ministerin für Auswärtige Angelegenheiten und Internationale Kooperation (2011–2012)                                                      | Davis Katsonga       | 24. Mai 2004      | 19. November 2007 |
| Minister für Auswärtige Angelegenheiten (2004–2011) Ministerin für Auswärtige Angelegenheiten und Internationale Kooperation (2011–2012)                                                      | Joyce Banda          | 19. November 2007 | 15. Juni 2009     |
| Minister für Auswärtige Angelegenheiten (2004–2011) Ministerin für Auswärtige Angelegenheiten und Internationale Kooperation (2011–2012)                                                      | Etta Banda           | 15. Juni 2009     | 19. August 2011   |
| Minister für Auswärtige Angelegenheiten (2004–2011) Ministerin für Auswärtige Angelegenheiten und Internationale Kooperation (2011–2012)                                                      | Präsident Mutharika  | 19. August 2011   | 8. September 2011 |
| Minister für Auswärtige Angelegenheiten (2004–2011) Ministerin für Auswärtige Angelegenheiten und Internationale Kooperation (2011–2012)                                                      | Peter Mutharika      | 8. September 2011 | 5. April 2012     |
| Ministerin für Geschlechter, Kindeswohlfahrt und Gemeindedienste | Joyce Banda          | 24. Mai 2004      | 19. November 2007 |
| Ministerin für Geschlechter, Kindeswohlfahrt und Gemeindedienste |                      | 19. November 2007 | 15. Juni 2009     |
| Ministerin für Geschlechter, Kindeswohlfahrt und Gemeindedienste | Patricia Kaliati     | 15. Juni 2009     | 9. August 2010    |
| Ministerin für Geschlechter, Kindeswohlfahrt und Gemeindedienste | Theresa Mwale        | 9. August 2010    | 19. August 2011   |
| Ministerin für Geschlechter, Kindeswohlfahrt und Gemeindedienste | Präsident Mutharika  | 19. August 2011   | 8. September 2011 |
| Ministerin für Geschlechter, Kindeswohlfahrt und Gemeindedienste | Reen Kachere         | 8. September 2011 | 5. April 2012     |
| Minister für Handel und Entwicklung des Privatsektors (2004–2007) Minister für Handel und Industrie (2007–2012)                                                                               | Martin Kansichi      | 24. Mai 2004      | 19. November 2007 |
| Minister für Handel und Entwicklung des Privatsektors (2004–2007) Minister für Handel und Industrie (2007–2012)                                                                               | Ken Lipenga          | 19. November 2007 | 15. Juni 2009     |
| Minister für Handel und Entwicklung des Privatsektors (2004–2007) Minister für Handel und Industrie (2007–2012)                                                                               | Eunice Kazembe       | 15. Juni 2009     | 19. August 2011   |
| Minister für Handel und Entwicklung des Privatsektors (2004–2007) Minister für Handel und Industrie (2007–2012)                                                                               | Präsident Mutharika  | 19. August 2011   | 8. September 2011 |
| Minister für Handel und Entwicklung des Privatsektors (2004–2007) Minister für Handel und Industrie (2007–2012)                                                                               | John Bande           | 8. September 2011 | 5. April 2012     |
| Minister für Lokalverwaltung und Ländliche Entwicklung | George Chaponda      | 2005              | 15. Juni 2009     |
| Minister für Lokalverwaltung und Ländliche Entwicklung | Anna Kachikho        | 15. Juni 2009     | 19. August 2011   |
| Minister für Lokalverwaltung und Ländliche Entwicklung | Präsident Mutharika  | 19. August 2011   | 8. September 2011 |
| Minister für Lokalverwaltung und Ländliche Entwicklung | Henry Mussa          | 8. September 2011 | 5. April 2012     |
| Minister für Tourismus, Wildlife und Kultur | Calista Chimombo     | 19. November 2007 | 15. Juni 2009     |
| Minister für Tourismus, Wildlife und Kultur | Anna Kachikho        | 15. Juni 2009     | 9. August 2010    |
| Minister für Tourismus, Wildlife und Kultur | Ken Lipenga          | 9. August 2010    | 19. August 2011   |
| Minister für Tourismus, Wildlife und Kultur | Präsident Mutharika  | 19. August 2011   | 8. September 2011 |
| Minister für Tourismus, Wildlife und Kultur | Daniel Liwimbi       | 8. September 2011 | 5. April 2012     |
| Minister für Industrie, Wissenschaft und Technologie (2004–2007) Minister für Bildung, Wissenschaft und Technologie (2007–2012)                                                               | Khumbo Khachale      | 24. Mai 2004      | 2006              |
| Minister für Industrie, Wissenschaft und Technologie (2004–2007) Minister für Bildung, Wissenschaft und Technologie (2007–2012)                                                               |                      | 2006              | 19. November 2007 |
| Minister für Industrie, Wissenschaft und Technologie (2004–2007) Minister für Bildung, Wissenschaft und Technologie (2007–2012)                                                               | Präsident Mutharika  | 19. November 2007 | 15. Juni 2009     |
| Minister für Industrie, Wissenschaft und Technologie (2004–2007) Minister für Bildung, Wissenschaft und Technologie (2007–2012)                                                               | Präsident Mutharika  | 19. August 2011   | 8. September 2011 |
| Minister für Industrie, Wissenschaft und Technologie (2004–2007) Minister für Bildung, Wissenschaft und Technologie (2007–2012)                                                               | George Chaponda      | 15. Juni 2009     | 9. August 2010    |
| Minister für Industrie, Wissenschaft und Technologie (2004–2007) Minister für Bildung, Wissenschaft und Technologie (2007–2012)                                                               | George Chaponda      | 8. September 2011 | 5. April 2012     |
| Minister für Industrie, Wissenschaft und Technologie (2004–2007) Minister für Bildung, Wissenschaft und Technologie (2007–2012)                                                               | Peter Mutharika      | 9. August 2010    | 19. August 2011   |
| Bildungsminister (2004–2006) Minister für Bildung und Arbeit (2006–2007) Arbeitsminister (2007–2012)                                                                                          | Kate Kainja-Kaluluma | 2005              | 2006              |
| Bildungsminister (2004–2006) Minister für Bildung und Arbeit (2006–2007) Arbeitsminister (2007–2012)                                                                                          | Anna Kachikho        | 2006              | 15. Juni 2009     |
| Bildungsminister (2004–2006) Minister für Bildung und Arbeit (2006–2007) Arbeitsminister (2007–2012)                                                                                          | Yunus Mussa          | 15. Juni 2009     | 19. August 2011   |
| Bildungsminister (2004–2006) Minister für Bildung und Arbeit (2006–2007) Arbeitsminister (2007–2012)                                                                                          | Präsident Mutharika  | 19. August 2011   | 8. September 2011 |
| Bildungsminister (2004–2006) Minister für Bildung und Arbeit (2006–2007) Arbeitsminister (2007–2012)                                                                                          | Lucious Kanyumba     | 8. September 2011 | 5. April 2012     |
| Minister für Arbeit und Berufliche Bildung | Lillian Patel        | 24. Mai 2004      | 2005              |
| Minister für Arbeit und Berufliche Bildung | Ken Lipenga          | 2005              | 2006              |
| Minister für Jugendentwicklung und Sport | Jaffali Mussa        | 2006              | 19. November 2007 |
| Minister für Jugendentwicklung und Sport | Khumbo Kachali       | 19. November 2007 | 2008              |
| Minister für Jugendentwicklung und Sport | Simon Vuwa Kaunda    | 2008              | 15. Juni 2009     |
| Minister für Jugendentwicklung und Sport | Simon Vuwa Kaunda    | 8. September 2011 | 5. April 2012     |
| Minister für Jugendentwicklung und Sport | Lucius Kanyumba      | 15. Juni 2009     | 19. August 2011   |
| Minister für Jugendentwicklung und Sport | Präsident Mutharika  | 19. August 2011   | 8. September 2011 |
| Finanzminister | Goodall Gondwe       | 24. Mai 2004      | 15. Juni 2009     |
| Finanzminister | Ken Kandodo          | 15. Juni 2009     | 19. August 2011   |
| Finanzminister | Präsident Mutharika  | 19. August 2011   | 8. September 2011 |
| Finanzminister | Ken Lipenga          | 8. September 2011 | 5. April 2012     |
| Gesundheitsminister | Hetherwick Ntaba     | 2006              | 2006              |
| Gesundheitsminister | Marjorie Ngaunje     | 2006              | 2008              |
| Gesundheitsminister | Khumbo Kachali       | 2008              | 15. Juni 2009     |
| Gesundheitsminister | Moses Chirambo       | 15. Juni 2009     | 9. August 2010    |
| Gesundheitsminister | David Mphande        | 9. August 2010    | 19. August 2011   |
| Gesundheitsminister | Präsident Mutharika  | 19. August 2011   | 8. September 2011 |
| Gesundheitsminister | Jean Kalilani        | 8. September 2011 | 5. April 2012     |
| Justizminister (2004–2010) Minister für Justiz und Verfassungsangelegenheiten (2010–2012) | Henry Dama Phoya     | 19. November 2007 | 15. Juni 2009     |
| Justizminister (2004–2010) Minister für Justiz und Verfassungsangelegenheiten (2010–2012) | Peter Mutharika      | 15. Juni 2009     | 9. August 2010    |
| Justizminister (2004–2010) Minister für Justiz und Verfassungsangelegenheiten (2010–2012) | George Chaponda      | 9. August 2010    | 19. August 2011   |
| Justizminister (2004–2010) Minister für Justiz und Verfassungsangelegenheiten (2010–2012) | Präsident Mutharika  | 19. August 2011   | 8. September 2011 |
| Justizminister (2004–2010) Minister für Justiz und Verfassungsangelegenheiten (2010–2012) | Ephraim Chiume       | 8. September 2011 | 5. April 2012     |
| Minister für Landwirtschaft und Ernährungssicherheit | Uladi Mussa          | 24. Mai 2004      | 19. November 2007 |
| Minister für Landwirtschaft und Ernährungssicherheit | Präsident Mutharika  | 19. November 2007 | 9. August 2010    |
| Minister für Landwirtschaft und Ernährungssicherheit | Präsident Mutharika  | 19. August 2011   | 8. September 2011 |
| Minister für Landwirtschaft und Ernährungssicherheit | Peter Mwanza         | 9. August 2010    | 19. August 2011   |
| Minister für Landwirtschaft und Ernährungssicherheit | Peter Mwanza         | 8. September 2011 | 5. April 2012     |
| Minister für Innere Angelegenheiten und Interne/Öffentliche Sicherheit | Anna Kachikho        | 24. Mai 2004      | 2006              |
| Minister für Innere Angelegenheiten und Interne/Öffentliche Sicherheit | Bob Khamisa          | 2006              | 19. November 2007 |
| Minister für Innere Angelegenheiten und Interne/Öffentliche Sicherheit | Ernest Malenga       | 19. November 2007 | 15. Juni 2009     |
| Minister für Innere Angelegenheiten und Interne/Öffentliche Sicherheit | Aaron Sangala        | 15. Juni 2009     | 19. August 2011   |
| Minister für Innere Angelegenheiten und Interne/Öffentliche Sicherheit | Aaron Sangala        | 8. September 2011 | 5. April 2012     |
| Minister für Innere Angelegenheiten und Interne/Öffentliche Sicherheit | Präsident Mutharika  | 19. August 2011   | 8. September 2011 |
| Minister für Bewässerung und Wasserentwicklung | Sidik Mia            | 2006              | 15. Juni 2009     |
| Minister für Bewässerung und Wasserentwicklung | Ritchie Muyewa       | 15. Juni 2009     | 19. August 2011   |
| Minister für Bewässerung und Wasserentwicklung | Präsident Mutharika  | 19. August 2011   | 5. April 2012     |
| Minister für Wirtschaftsplanung und Entwicklung (2004–2009) Minister für Entwicklungsplanung und Zusammenarbeit (2009–2012)                                                                   | David Faiti          | 24. Mai 2004      | 19. November 2007 |
| Minister für Wirtschaftsplanung und Entwicklung (2004–2009) Minister für Entwicklungsplanung und Zusammenarbeit (2009–2012)                                                                   | Ted Kalebe           | 19. November 2007 | 2008              |
| Minister für Wirtschaftsplanung und Entwicklung (2004–2009) Minister für Entwicklungsplanung und Zusammenarbeit (2009–2012)                                                                   | Ken Lipenga          | 2008              | 15. Juni 2009     |
| Minister für Wirtschaftsplanung und Entwicklung (2004–2009) Minister für Entwicklungsplanung und Zusammenarbeit (2009–2012)                                                                   | Abbie Shaba          | 15. Juni 2009     | 19. August 2011   |
| Minister für Wirtschaftsplanung und Entwicklung (2004–2009) Minister für Entwicklungsplanung und Zusammenarbeit (2009–2012)                                                                   | Präsident Mutharika  | 19. August 2011   | 5. April 2012     |
| Minister für Informationen und Politische Bildung | Patricia Kaliati     | 19. November 2007 | 15. Juni 2009     |
| Minister für Informationen und Politische Bildung | Patricia Kaliati     | 8. September 2011 | 5. April 2012     |
| Minister für Informationen und Politische Bildung | Leckford Thotho      | 15. Juni 2009     | 9. August 2010    |
| Minister für Informationen und Politische Bildung | Vuwa Symon Kaunda    | 9. August 2010    | 19. August 2011   |
| Minister für Informationen und Politische Bildung | Präsident Mutharika  | 19. August 2011   | 8. September 2011 |
| Minister für Soziale Entwicklung und Personen mit Behinderungen (2004–2009) Minister für Personen mit Behinderung und Ältere (2009–2012)                                                      | Clement Khembo       | 2006              | 15. Juni 2009     |
| Minister für Soziale Entwicklung und Personen mit Behinderungen (2004–2009) Minister für Personen mit Behinderung und Ältere (2009–2012)                                                      | Reen Kachere         | 15. Juni 2009     | 19. August 2011   |
| Minister für Soziale Entwicklung und Personen mit Behinderungen (2004–2009) Minister für Personen mit Behinderung und Ältere (2009–2012)                                                      | Präsident Mutharika  | 19. August 2011   | 5. April 2012     |
| Minister für Gesundheit von Mutter, Neugeborenem und Kind ab 8. September 2011 zusatzlich: Nationaler Koordinator für Krankheiten                                                             | Kate Kainja-Kaluluma | 2006              | 2008              |
| Minister für Gesundheit von Mutter, Neugeborenem und Kind ab 8. September 2011 zusatzlich: Nationaler Koordinator für Krankheiten                                                             | Anna Kachikho        | 2008              | 9. August 2010    |
| Minister für Gesundheit von Mutter, Neugeborenem und Kind ab 8. September 2011 zusatzlich: Nationaler Koordinator für Krankheiten                                                             | Präsident Mutharika  | 19. August 2011   | 8. September 2011 |
| Minister für Gesundheit von Mutter, Neugeborenem und Kind ab 8. September 2011 zusatzlich: Nationaler Koordinator für Krankheiten                                                             | Callista Mutharika   | 8. September 2011 | 5. April 2012     |
| Minister für Angelegenheiten des Präsidenten und des Parlaments | Davis Katsonga       | 19. November 2007 | 15. Juni 2009     |